# Thorpe by Water
Thorpe by Water – wieś w Anglii, w hrabstwie Rutland. Leży 13 km na południe od miasta Oakham i 123 km na północ od Londynu. W 2001 miejscowość liczyła 56 mieszkańców.